# Helena Šikolová
Helena Šikolová (Helena Balatková après mariage), née le 25 mars 1949 à Jablonec nad Nisou, est une fondeuse tchèque.

## Carrière
Aux Jeux olympiques d'hiver de 1972, elle remporte la médaille de bronze sur 5 km. Cette médaille est aussi comptabilisée pour les Championnats du monde de ski nordique.

## Famille
Elle est la belle-mère de Lukáš Bauer et la mère de Helena Balatková-Erbenová.